# A magyar labdarúgó-bajnokság aranyérmes játékosainak listája: V
Az alábbi lista a magyar labdarúgó-bajnokság bajnokcsapatainak játékosait sorolja fel, V kezdőbetűvel, bajnoki cím száma, egyesületek és idények szerint.

## V
| Játékos              | Bajnoki cím | Csapat(ok)                        | Idény(ek)                                                              |
| -------------------- | ----------- | --------------------------------- | ---------------------------------------------------------------------- |
| Vad István           | 1           | Bp. Honvéd                        | 1950-ősz                                                               |
| Vadnai Dániel        | 1           | MTK                               | 2007–08                                                                |
| Vági András          | 1           | MTK                               | 2007–08                                                                |
| Vági János           | 1           | Rába ETO                          | 1982–83                                                                |
| Vágó Antal           | 8           | MTK                               | 1913–14, 1916–17, 1917–18, 1918–19, 1919–20, 1920–21, 1921–22, 1922–23 |
| Vámos János          | 1           | Ferencváros                       | 2000–01                                                                |
| Viorel Vancea        | 1           | Bp. Honvéd                        | 1990–91                                                                |
| Vanicsek Zoltán      | 1           | Ferencváros                       | 1991–92                                                                |
| Váradi Béla          | 1           | WMFC Csepel                       | 1941–42                                                                |
| Várady Béla          | 1           | Vasas SC                          | 1976–77                                                                |
| Varga Attila         | 1           | Újpesti Dózsa                     | 1989–90                                                                |
| Varga György         | 3           | 2 – MTK 1 – Ferencváros           | 1923–24, 1924–25 1925–26                                               |
| Varga István         | 2           | 1 – MTK-VM 1 – Bp. Honvéd         | 1986–87 1988–89                                                        |
| Varga István György  | 1           | Ferencváros                       | 1925–26                                                                |
| Varga János          | 2           | Ferencváros                       | 1910–11, 1911–12                                                       |
| Varga József         | 3           | Bp. Honvéd                        | 1979–80, 1983–84, 1984–85                                              |
| Varga József         | 1           | Rába ETO                          | 1982–83                                                                |
| Varga József         | 3           | Debreceni VSC                     | 2008–09, 2009–10, 2011–12                                              |
| Varga László         | 2           | Vasas SC                          | 1965, 1966                                                             |
| Varga Zoltán         | 4           | Ferencváros                       | 1962–63, 1964, 1967, 1968                                              |
| Varga Zoltán         | 1           | Debreceni VSC                     | 2008–09                                                                |
| Várhidi Pál          | 1           | Újpesti Dózsa                     | 1959–60                                                                |
| Várnai Lajos         | 3           | Újpest                            | 1945-tavasz, 1945–46, 1946–47                                          |
| Városi György        | 3           | Bp. Honvéd                        | 1949–50, 1950-ősz, 1952                                                |
| Dušan Vasiljević     | 1           | Videoton                          | 2010–11                                                                |
| Vaskó Tamás          | 1           | Videoton                          | 2010–11                                                                |
| Vaszil Gyula         | 1           | Ferencváros                       | 1991–92                                                                |
| Véber György         | 2           | Újpest                            | 1989–90, 1997–98                                                       |
| Vécsey Adolf         | 1           | Nagyváradi AC                     | 1943–44                                                                |
| Végh Gyula           | 1           | Ferencváros                       | 1968                                                                   |
| Végh Zoltán          | 1           | MTK                               | 2007–08                                                                |
| Vén Gábor            | 1           | Ferencváros                       | 2000–01                                                                |
| Vépi Péter           | 1           | Ferencváros                       | 1975–76                                                                |
| Verpecz István       | 2           | Debreceni VSC                     | 2009–10, 2011–12                                                       |
| Vezér Ádám           | 1           | Kispest-Honvéd                    | 1992–93                                                                |
| Viczkó Tamás         | 3           | 1 – Ferencváros 2 – Újpesti Dózsa | 1975–76 1977–78, 1978–79                                               |
| Vida Lajos           | 1           | MTK                               | 1907–08                                                                |
| Víg János            | 3           | Újpest                            | 1929–30, 1930–31, 1932–33                                              |
| Víg Péter            | 1           | Vác                               | 1993–94                                                                |
| Víg Simon            | 1           | Újpest                            | 1932–33                                                                |
| Vígh Csaba           | 1           | Újpesti Dózsa                     | 1989–90                                                                |
| Vilezsál Oszkár      | 2           | Ferencváros                       | 1962–63, 1964                                                          |
| Villányi Tibor       | 1           | Ferencváros                       | 1948–49                                                                |
| Vincze Gábor         | 1           | Ferencváros                       | 1995–96                                                                |
| Vincze István        | 2           | Bp. Honvéd                        | 1990–91, 1992–93                                                       |
| Vincze Jenő          | 2           | Újpest                            | 1934–35, 1938–39                                                       |
| Vincze Ottó          | 1           | Ferencváros                       | 1995–96                                                                |
| Vinicius Galvão Leal | 1           | Debreceni VSC                     | 2009–10                                                                |
| Virág Béla           | 3           | Debreceni VSC                     | 2004–05, 2005–06, 2006–07                                              |
| Virágh Ferenc        | 1           | MTK                               | 1907–08                                                                |
| Volentik Béla        | 2           | Újpest                            | 1929–30, 1930–31                                                       |
| Goran Vujović        | 1           | Videoton                          | 2010–11                                                                |
| Dragan Vukmir        | 3           | 1 – Ferencváros 2 – Debreceni VSC | 2003–04 2005–06, 2006–07                                               |